# Oeax pygmaeus
Oeax pygmaeus es una especie de escarabajo longicornio del género Oeax, subfamilia Lamiinae. Fue descrita científicamente por Kolbe en 1893.
Se distribuye por Camerún, Sudáfrica y Tanzania. Posee una longitud corporal de 8-13 milímetros. El período de vuelo de esta especie ocurre en los meses de abril, septiembre y diciembre.